# 安德里亚·兹拉蒂奇
安德里亚·兹拉蒂奇（1978年1月25日—），塞爾維亞射擊運動員，2012年伦敦奥运会參加射擊男子10米空氣手槍獲得銅牌。他也參加了2004年雅典奧運會，未能獲得獎牌。